# Shamrock Rovers Football Club 1978-1979
Questa voce raccoglie le informazioni riguardanti lo Shamrock Rovers Football Club nelle competizioni ufficiali della stagione 1978-1979.

## Maglie e sponsor
Lo sponsor tecnico per la stagione 1978-1979 è O'Neills.
| Manica sinistra · Manica sinistra · Maglietta · Maglietta · Manica destra · Manica destra · Pantaloncini · Calzettoni |

## Rosa
| N. |                             | Ruolo | Calciatore     |
| -- | --------------------------- | ----- | -------------- |
|    | Irlanda (bandiera)          | P     | Dave Henderson |
|    | Irlanda (bandiera)          | P     | Alan O'Neill   |
|    | Inghilterra (bandiera)      | P     | John Osbourne  |
|    | Inghilterra (bandiera)      | D     | Dennis Burnett |
|    | Irlanda del Nord (bandiera) | D     | Gerry Clarke   |
|    | Irlanda (bandiera)          | D     | Mick Gannon    |
|    | Irlanda (bandiera)          | D     | Harry Kenny    |
|    | Irlanda (bandiera)          | D     | Noel Synnott   |
|    | Irlanda (bandiera)          | D     | Pierce O'Leary |
|    | Irlanda (bandiera)          | C     | Ritchie Bayly  |
|    | Irlanda (bandiera)          | C     | John Burke     |
|    | Irlanda (bandiera)          | C     | John Cervi     |
|    | Irlanda (bandiera)          | C     | Éamonn Dunphy  |

| N. |                        | Ruolo | Calciatore     |
| -- | ---------------------- | ----- | -------------- |
|    | Irlanda (bandiera)     | C     | Robbie Gaffney |
|    | Irlanda (bandiera)     | C     | Johnny Giles   |
|    | Irlanda (bandiera)     | C     | Noel King      |
|    | Inghilterra (bandiera) | C     | Steve Lynex    |
|    | Irlanda (bandiera)     | C     | Mark Meagan    |
|    | Irlanda (bandiera)     | C     | Paul Murphy    |
|    | Irlanda (bandiera)     | C     | Larry Murray   |
|    | Irlanda (bandiera)     | A     | Eddie Byrne    |
|    | Irlanda (bandiera)     | A     | Alan Campbell  |
|    | Irlanda (bandiera)     | A     | John Fullam    |
|    | Inghilterra (bandiera) | A     | Bobby Tambling |
|    | Irlanda (bandiera)     | A     | Ray Treacy     |

## Calciomercato

### Sessione estiva
| Acquisti | Acquisti       | Acquisti               | Acquisti |
| R.       | Nome           | da                     | Modalità |
| -------- | -------------- | ---------------------- | -------- |
| D        | Pierce O'Leary | Philadelphia Fury      |          |
| C        | John Cervi     | Home Farm              |          |
| C        | Johnny Giles   | Philadelphia Fury      |          |
| C        | Noel King      | Dundalk                |          |
| A        | Eddie Byrne    | Philadelphia Fury      |          |
| A        | Bobby Tambling | Waterford              |          |
| A        | Ray Treacy     | Toronto Metros-Croatia |          |

| Cessioni | Cessioni       | Cessioni                | Cessioni |
| R.       | Nome           | a                       | Modalità |
| -------- | -------------- | ----------------------- | -------- |
| A        | David Irving   | Ft. Lauderdale Strikers |          |
| A        | Jackie Jameson | St Patrick's            |          |

### Operazioni esterne alle sessioni
| Cessioni | Cessioni       | Cessioni         | Cessioni |
| R.       | Nome           | a                | Modalità |
| -------- | -------------- | ---------------- | -------- |
| P        | Dave Henderson | Toronto Blizzard |          |
| D        | Dennis Burnett | Haugar           |          |
| D        | Gerry Clarke   | Larne            |          |
| A        | Steve Lynex    | Birmingham City  |          |
| A        | Bobby Tambling | Cork Alberts     |          |

## Risultati

### A Division
| 10 settembre 1978 1ª giornata | Shamrock Rovers | 1 – 2 referto | Dundalk |  |

| 17 settembre 1978 2ª giornata | Waterford | 2 – 0 referto | Shamrock Rovers |  |

| 1º ottobre 1978 4ª giornata | Shamrock Rovers | 2 – 1 referto | Athlone Town |  |

| 10 ottobre 1978 5ª giornata | Home Farm | 0 – 0 referto | Shamrock Rovers |  |

| 15 ottobre 1978 6ª giornata | Shamrock Rovers | 2 – 0 referto | St Patrick's |  |

| 22 ottobre 1978 7ª giornata | Sligo Rovers | 0 – 1 referto | Shamrock Rovers |  |

| 29 ottobre 1978 8ª giornata | Shamrock Rovers | 2 – 3 referto | Cork Alberts |  |

| 5 novembre 1978 9ª giornata | Drogheda Utd | 2 – 0 referto | Shamrock Rovers |  |

| 12 novembre 1978 10ª giornata | Shamrock Rovers | 0 – 1 referto | Bohemians |  |

| 19 novembre 1978 11ª giornata | Thurles Town | 0 – 1 referto | Shamrock Rovers |  |

| 23 novembre 1978 3ª giornata | Limerick | 0 – 0 referto | Shamrock Rovers |  |

| 26 novembre 1978 12ª giornata | Shamrock Rovers | 3 – 0 referto | Galway Utd |  |

| 3 dicembre 1978 13ª giornata | Shelbourne | 0 – 0 referto | Shamrock Rovers |  |

| 10 dicembre 1978 14ª giornata | Shamrock Rovers | 4 – 0 referto | Finn Harps |  |

| 17 dicembre 1978 15ª giornata | Cork Celtic | 0 – 2 referto | Shamrock Rovers |  |

| 24 dicembre 1979 16ª giornata | Dundalk | 3 – 2 referto | Shamrock Rovers |  |

| 7 gennaio 1979 17ª giornata | Athlone Town | 2 – 0 referto | Shamrock Rovers |  |

| 14 gennaio 1979 18ª giornata | Shamrock Rovers | 2 – 1 referto | Home Farm |  |

| 21 gennaio 1979 21ª giornata | St Patrick's | 1 – 2 referto | Shamrock Rovers |  |

| 24 gennaio 1979 19ª giornata | Shamrock Rovers | 0 – 1 referto | Waterford |  |

| 28 gennaio 1979 22ª giornata | Shamrock Rovers | 4 – 0 referto | Sligo Rovers |  |

| 31 gennaio 1979 20ª giornata | Shamrock Rovers | 2 – 1 referto | Limerick |  |

| 4 febbraio 1979 23ª giornata | Cork Alberts | 0 – 3 referto | Shamrock Rovers |  |

| 18 febbraio 1979 24ª giornata | Shamrock Rovers | 2 – 1 referto | Drogheda Utd |  |

| 25 febbraio 1979 25ª giornata | Bohemians | 0 – 1 referto | Shamrock Rovers |  |

| 4 marzo 1979 26ª giornata | Shamrock Rovers | 1 – 2 referto | Thurles Town |  |

| 18 marzo 1979 27ª giornata | Galway Utd | 0 – 2 referto | Shamrock Rovers |  |

| 25 marzo 1979 28ª giornata | Shamrock Rovers | 1 – 0 referto | Shelbourne |  |

| 1º aprile 1979 29ª giornata | Finn Harps | 2 – 1 referto | Shamrock Rovers |  |

| 3 aprile 1979 30ª giornata | Shamrock Rovers | 4 – 0 referto | Cork Celtic |  |

### FAI Cup
| 11 febbraio 1979 Primo turno | Shamrock Rovers | 2 – 1 | Shelbourne |  |

| 11 marzo 1979 Quarti di finale | Shamrock Rovers | 2 – 0 | Limerick |  |

| Dublino 8 aprile 1979 Semifinale | Waterford | 2 – 1 | Shamrock Rovers | Dalymount Park |

### LOI Cup
| settembre 1978 Ottavi di finale | Shamrock Rovers | 1 – 0 | St Patrick's |  |

| settembre 1978 Quarti di finale | Shelbourne | 1 – 2 | Shamrock Rovers |  |

| 8 novembre 1978 Semifinale - Andata | Sligo Rovers | 0 – 0 | Shamrock Rovers |  |

| 16 novembre 1978 Semifinale - Ritorno | Shamrock Rovers | 2 – 0 | Sligo Rovers |  |

| Dublino 22 marzo 1979 Finale | Bohemians | 2 – 0 | Shamrock Rovers | Dalymount Park |

### Coppa delle Coppe
| Arbitro: | Verbecke |

|                     |           |  |
| Giles 44’ Lynex 67’ | Marcatori |  |

| Arbitro: | Vlajić |

|  |           |           |
|  | Marcatori | 88’ Lynex |

| Arbitro: | Bucek |

|                                |           |  |
| Knapp 5’ Radimec 30’ Rygel 57’ | Marcatori |  |

| Arbitro: | Keizer |

|           |           |                             |
| Giles 59’ | Marcatori | 37’, 66’ Lička 46’ Albrecht |

## Statistiche

### Statistiche di squadra
| Competizione      | Punti | Totale | Totale | Totale | Totale | Totale | Totale | D.R. |
| Competizione      | Punti | G      | V      | N      | P      | Gf     | Gs     | D.R. |
| ----------------- | ----- | ------ | ------ | ------ | ------ | ------ | ------ | ---- |
| A Division        | 37    | 30     | 17     | 3      | 10     | 45     | 25     | +20  |
| FAI Cup           | -     | 3      | 2      | 0      | 1      | 5      | 3      | -    |
| LOI Cup           | -     | 5      | 3      | 1      | 1      | 5      | 3      | -    |
| Coppa delle Coppe | -     | 4      | 2      | 0      | 2      | 4      | 6      | -    |
| Totale            |       | 42     | 24     | 4      | 14     | 59     | 37     | -    |

### Statistiche dei giocatori
| Giocatore    | A Division | A Division | FAI Cup+LOI Cup | FAI Cup+LOI Cup | Coppa delle Coppe | Coppa delle Coppe | Totale   | Totale |
| Giocatore    | Presenze   | Reti       | Presenze        | Reti            | Presenze          | Reti              | Presenze | Reti   |
| ------------ | ---------- | ---------- | --------------- | --------------- | ----------------- | ----------------- | -------- | ------ |
| R. Bayly     | ?          | 0          | ?+?             | ?+?             | 1                 | 0                 | 1+       | 0      |
| J. Burke     | ?          | 1          | ?+?             | ?+?             | 3                 | 0                 | 3+       | 1      |
| D. Burnett   | ?          | 0          | ?+?             | ?+?             | 0                 | 0                 | 0+       | 0      |
| E. Byrne     | ?          | 7          | ?+?             | ?+?             | 1                 | 0                 | 1+       | 7      |
| A. Campbell  | ?          | 2          | ?+?             | ?+?             | 0                 | 0                 | 0+       | 2      |
| J. Cervi     | ?          | 1          | ?+?             | ?+?             | 0                 | 0                 | 0+       | 1      |
| G. Clarke    | ?          | 0          | 0+?             | 0+?             | 2                 | 0                 | 2+       | 0      |
| É. Dunphy    | ?          | 0          | ?+?             | ?+?             | 2                 | 0                 | 2+       | 0      |
| J. Fullam    | ?          | 2          | ?+?             | ?+?             | 4                 | 0                 | 4+       | 2      |
| R. Gaffney   | ?          | 0          | ?+?             | ?+?             | 0                 | 0                 | 0+       | 0      |
| M. Gannon    | ?          | 0          | ?+?             | ?+?             | 4                 | 0                 | 4+       | 0      |
| J. Giles     | ?          | 7          | ?+?             | ?+?             | 4                 | 2                 | 4+       | 9      |
| D. Henderson | ?          | -?         | ?+?             | -?+-?           | 1                 | -3                | 1+       | -3+    |
| H. Kenny     | ?          | 0          | ?+?             | ?+?             | 0                 | 0                 | 0+       | 0      |
| N. King      | ?          | 0          | ?+?             | ?+?             | 4                 | 0                 | 4+       | 0      |
| S. Lynex     | ?          | 5          | ?+?             | ?+?             | 4                 | 2                 | 4+       | 7      |
| M. Meagan    | ?          | 4          | ?+?             | ?+?             | 0                 | 0                 | 0+       | 4      |
| L. Murray    | ?          | 2          | ?+?             | ?+?             | 0                 | 0                 | 0+       | 2      |
| P. Murphy    | ?          | 3          | ?+?             | ?+?             | 0                 | 0                 | 0+       | 3      |
| P. O'Leary   | ?          | 0          | ?+?             | ?+?             | 3                 | 0                 | 3+       | 0      |
| A. O'Neill   | ?          | -?         | ?+?             | -?+-?           | 0                 | -0                | 0+       | 0+     |
| J. Osbourne  | 1          | -?         | ?+?             | -?+-?           | 3                 | -3                | 4        | -3+    |
| N. Synnott   | ?          | 2          | ?+?             | ?+?             | 1                 | 0                 | 1+       | 2      |
| B. Tambling  | 5          | 0          | 0+?             | 0+?             | 2                 | 0                 | 7        | 0      |
| R. Treacy    | ?          | 8          | ?+?             | ?+?             | 3                 | 0                 | 3+       | 8      |